# Ортофосфат калия
О̀ртофосфа́т ка́лия (трика́лийфосфа́т, фосфа́т ка́лия нейтра́льный) — неорганическое соединение, соль щелочного металла калия и ортофосфорной кислоты с формулой K3PO4, бесцветные гигроскопичные кристаллы, растворимые в воде, образует кристаллогидраты.
Ортофосфат калия используется в медицине и пищевой промышленности (пищевая добавка E340), является компонентом моющих средств, также используется в химической промышленности.

## Получение
- Нейтрализация избытком гидроксида или карбоната калия ортофосфорной кислоты:

{\displaystyle {\mathsf {H_{3}PO_{4}+3KOH\ {\xrightarrow {}}\ K_{3}PO_{4}+3H_{2}O}}}
{\displaystyle {\mathsf {2H_{3}PO_{4}+3K_{2}CO_{3}\ {\xrightarrow {}}\ 2K_{3}PO_{4}+3CO_{2}+3H_{2}O}}}
- Действием избытка  гидроксида калия на кислые фосфаты калия:

{\displaystyle {\mathsf {KH_{2}PO_{4}+2KOH\ {\xrightarrow {}}\ K_{3}PO_{4}+2H_{2}O}}}
{\displaystyle {\mathsf {K_{2}HPO_{4}+KOH\ {\xrightarrow {}}\ K_{3}PO_{4}+H_{2}O}}}

## Физические свойства
Ортофосфат калия образует бесцветные гигроскопичные кристаллы кубической сингонии, пространственная группа F m3, параметры ячейки a = 0,811 нм, Z = 4.
Хорошо растворяется в воде, водный раствор имеет сильнощелочную реакцию из-за гидролиза по аниону.
Не растворяется в этаноле.
Образует кристаллогидраты вида K3PO4•n H2O, где n = 1½, 3, 7, 9, которые плавятся в кристаллизационной воде при 203, 156,5, 47,5 и -6,6°С соответственно.

## Химические свойства
- Кристаллогидрат теряет воду при нагревании в вакууме:

{\displaystyle {\mathsf {K_{3}PO_{4}\cdot 7H_{2}O\ {\xrightarrow {250^{o}C}}\ K_{3}PO_{4}+7H_{2}O}}}
- Раствор имеет сильнощелочную реакцию и реагирует с алюминием:

{\displaystyle {\mathsf {2K_{3}PO_{4}+2Al+8H_{2}O\ {\xrightarrow {100^{o}C}}\ 2K[Al(OH)_{4}]+2K_{2}HPO_{4}+3H_{2}\uparrow }}}
- Вступает в обменные реакции:

{\displaystyle {\mathsf {K_{3}PO_{4}+3AgNO_{3}\ {\xrightarrow {}}\ Ag_{3}PO_{4}\downarrow +3KNO_{3}}}}

## Применение
- Применяется как компонент жидких моющих средств (мыл, шампуней) для умягчения воды.
- Как компонент электролитов при получении каучуков методом эмульсионной полимеризации.
- Наряду с другими фосфатами калия является пищевой добавкой Е340, используется как регулятор кислотности, эмульгирующая соль, влагоудерживающий агент, стабилизатор, синергист антиоксидантов.
- Используется в качестве удобрения и как компонент питания для дрожжей.

## Безопасность
Ортофосфат калия нетоксичен, относится к IV (низшему) классу опасности. ЛД50 на крысах — 26,6-38,7 г/кг. ПДК в рабочей зоне — 10 мг/см³.